# Medida de Haar
En análisis matemático, la medida de Haar es una manera de asignar un "volumen invariante" a los subconjuntos de grupos topológicos localmente compactos y de definir posteriormente una integral para las funciones sobre esos grupos. Esta medida fue introducida por Alfred Haar, matemático húngaro, alrededor del año 1932. Véase también Dualidad de Pontryagin. 
Las medidas de Haar se utilizan en muchas partes del análisis y de la teoría de números.

## Preliminares
Sea G un grupo topológico localmente compacto. En este artículo, la σ-álgebra X generada por todos los subconjuntos compactos de G se llama el álgebra de Borel. Un elemento del álgebra de Borel se llama un conjunto de Borel (boreliano). 
Si a es un elemento de G y S es un subconjunto de G, entonces definimos el trasladado por la izquierda y por la derecha de S como sigue:
- La traslación izquierda:

{\displaystyle aS=\{a\cdot s:s\in S\}.}
- La traslación derecha:

{\displaystyle Sa=\{s\cdot a:s\in S\}.}
Las traslaciones izquierda y derecha trasladan conjuntos de Borel a conjuntos de Borel.
Una medida μ en los subconjuntos de Borel de G se llama invariante por traslación izquierda si y sólo si para todos los subconjuntos de Borel S de G y para toda a en G se tiene
{\displaystyle \mu (aS)=\mu (S).\quad }
Una definición similar se hace para la invariancia por traslación derecha.

## Existencia de la medida izquierda de Haar
Se verifica que hay, salvo una constante multiplicativa, sólo una medida regular invariante por traslación izquierda en X que sea finita en todos los conjuntos de Borel de G tales que el μ(U) > 0 para cualquier abierto de Borel no vacío U dado. Aquí, se dice que μ es regular sii
- μ(K) es finita para cada conjunto compacto K.

- Cada conjunto de Borel E es regular exterior:

{\displaystyle \mu (E)=\inf\{\mu (U):E\subseteq U,U{\mbox{ abierto y Borel}}\}.}
- Si E es de Borel, entonces E es regular interior:

{\displaystyle \mu (E)=\sup\{\mu (K):K\subseteq E,K{\mbox{ compacto }}\}.}
Observación. Obsérvese que en algunos casos patológicos, un conjunto puede ser abierto sin ser de Borel. Por esta razón, en la propiedad de regularidad exterior, el rango del ínfimo se establece específicamente sobre conjuntos que son abiertos y de Borel. Estas patologías nunca ocurren si G es un grupo localmente compacto cuya topología subyacente es metrizable separable; obsérvese que en este caso la estructura de Borel es aquella generada por todos los conjuntos abiertos.

## La medida derecha de Haar
Puede también ser probado que existe una medida ν regular invariante por traslación derecha esencialmente única, pero no necesita coincidir con la medida μ regular invariante por traslación izquierda. Estas medidas son iguales solamente para los grupos llamados unimodulares (véase abajo). Es fácil, sin embargo, encontrar una relación entre el μ y ν.
De hecho, para un Borel S dado, S- 1 denota el conjunto de inversos de elementos de S. Obsérvese que si definimos
{\displaystyle \mu _{-1}(S)=\mu (S^{-1})\quad }
entonces esto es una medida derecha de Haar. Para demostrar la invariancia derecha, aplíquese la definición:
{\displaystyle \mu _{-1}(Sa)=\mu ((Sa)^{-1})=\mu (a^{-1}S^{-1})=\mu (S^{-1})=\mu _{-1}(S).\quad }
Porque la medida derecha es única, se sigue que μ-1 es un múltiplo de ν y entonces
{\displaystyle \mu (S^{-1})=k\nu (S)\,}
para todo S de Borel fijo, donde k es alguna constante positiva.

## La integral de Haar
Usando la teoría general de la integración de Lebesgue, se puede entonces definir una integral para todas las funciones medibles f de Borel en G. Esta integral se llama la integral de Haar. Si μ es una medida izquierda de Haar, entonces
{\displaystyle \int _{G}f(sx)\ d\mu (x)=\int _{G}f(x)\ d\mu (x)}
para cualquier función integrable f. Esto es inmediato para las funciones de escalón que dan esencialmente la definición de la invariancia izquierda.

## Aplicaciones
Las medidas de Haar se utilizan en análisis armónico en grupos localmente compactos arbitrarios, considérese la dualidad de Pontryagin. Una técnica con frecuencia usada para probar la existencia de una medida de Haar en un grupo localmente compacto G es demostrando la existencia de una medida de Radon invariante izquierda en G.
Obsérvese que, a menos que G sea un grupo discreto, es imposible definir una medida invariante derecha contablemente-aditiva sobre todos los subconjuntos de G, si se asume el axioma de elección. Véase conjuntos no-medibles.

## Ejemplos
- La medida de Haar en el grupo topológico (R, +) que toma el valor 1 en el intervalo [0, 1] es igual a la restricción de la medida de Lebesgue a los subconjuntos de Borel de R. Esto se puede generalizar a (Rn, +).

- Si G es el grupo de números reales positivos con la multiplicación como operación, entonces la medida de Haar μ(S) viene dada por

{\displaystyle \mu (S)=\int _{S}{\frac {1}{t}}\,dt}
para cualquier subconjunto S de Borel en los reales positivos.
Esto se generaliza a lo siguiente:
- Para G = GL(n, R) las medidas izquierdas y derechas de Haar son proporcionales y

{\displaystyle \mu (S)=\int _{S}{1 \over |\det(X)|^{n}}\,dX}
donde dX denota la medida de Lebesgue en R{\displaystyle n^{2}}, el conjunto de todas las matrices n × n. Esto se sigue de la fórmula de cambio de variables.
- Más generalmente, en cualquier grupo de Lie de dimensión d una medida izquierda de Haar puede ser asociada a cualquier d-forma ω invariante izquierda diferente de cero, como la medida de Lebesgue |ω|; y semejantemente para las medidas derechas de Haar. Esto significa también que la función modular puede ser computada, como el valor absoluto del determinante de la representación adjunta.

## La función modular
Obsérvese que la traslación izquierda de una medida de Haar derecha es una medida derecha de Haar. Más exactamente, si ν es una medida derecha de Haar, entonces
{\displaystyle A\mapsto \mu (t^{-1}A)\quad }
es también invariante derecha. Así, existe una función única tal que para cada conjunto de Borel A
{\displaystyle \mu (t^{-1}A)=\Delta (t)\mu (A).\quad }
Un grupo es unimodular sii la función modular es idénticamente 1. Ejemplos de grupos unimodulares son los grupos compactos y los grupos abelianos. Un ejemplo de un grupo no unimodular es el grupo de las transformaciones de la forma 
{\displaystyle x\mapsto ax+b\quad }
en la recta real.